# یوکسک‌اوا
یوکسک‌اوا (به ترکی استانبولی: Yüksekova، به الفبای عثمانی: یوکسک اووه) یا گَوَر (به کردی: Gever) شهری است در جنوب شرق کشور ترکیه که در استان حکاری واقع شده‌است. جمعیت این شهر بر اساس سرشماری سال ۲۰۰۸ میلادی ۶۰٬۲۹۶ نفر و بر اساس برآوردهای سال ۲۰۰۹ میلادی ۶۱٬۱۸۲ نفر می‌باشد.